# لودویگ فیشر (راننده مسابقه)
لودویگ فیشر (آلمانی: Ludwig Fischer؛ زادهٔ ۱۷ دسامبر ۱۹۱۵ در اشتراوبینگ، بایرن سفلی، درگذشتهٔ ۸ مارس ۱۹۹۱ در باد رایشنهال، بایرن علیا) رانندهٔ مسابقات اتومبیل‌رانی فرمول یک اهل آلمان بود که در فصل ۱۹۵۲ در مجموع در یک گراند پری شرکت کرد، اما موفق به کسب هیچ امتیازی نشد.
فیشر در ۸ مارس ۱۹۹۱ در باد رایشنهال، بایرن علیا درگذشت.